# フーベルトゥス・テレンバッハ
フーベルトゥス・テレンバッハ（Hubertus Tellenbach、1914年3月15日 - 1994年9月4日）は、ドイツの精神医学者。メランコリー（憂鬱）の研究で知られる。また、異なる社会における父親の役割を検討した。

## 略歴
1914年、ドイツのケルン生まれ。フライブルク大学でマルティン・ハイデッガーに哲学を学ぶ。ケーニヒスベルク大学、キール大学にて医学を学ぶ。医学者としては最初神経学を専攻した。
第二次世界大戦に軍医として参戦し捕虜になる。ミュンヘン大学で教授資格を得て、1956年にハイデルベルク大学に移ってから精神病理学に転じた。1979年まで同大学医学部教授。1994年ミュンヘンで死去。

## 邦訳された著作
- 『若きニーチェの人間像における使命と発展』（1938）
- 『メランコリー』木村敏訳　みすず書房 （1983、みすず書房、1985）
- 『味と雰囲気』 宮本忠雄、上田宣子共訳 みすず書房（1968、みすず書房、1980）